# Death in Venice (gruppo musicale)
I Death in Venice sono stati un gruppo new wave e post-punk Italiano della prima metà degli anni ottanta, oggi considerati una delle band di culto della prima scena goth italiana.

## Storia del gruppo
Fondati a Venezia nel 1981 dai fratelli Sebastian (voce) e Angelo Russo (basso), più Dalibor Laginja (chitarre), Delio Bauduzzi (tastiere) e Marco Bianchi (percussioni), i Death in Venice presero il nome dall'omonimo romanzo di Thomas Mann, per iniziare da subito ad esibirsi dal vivo nei festival e nei locali veneti di impronta post-punk. Dopo due anni di attività concertistica, la band autoprodusse il primo album su cassetta dal titolo Deca Dance.
Fu però dopo l'apertura di un concerto dei Sex Gang Children che il nome iniziò a girare maggiormente a livello nazionale, favorendo così il contatto con l'etichetta Materiali Sonori, che scelse il brano East per la complation Rockgarage Vol. 2, una raccolta mensile di brani che usciva in 7" curata da Luciano Trevisan Fricchetti in cui comparivano assieme ai Frigidaire Tango. e ai Changeling.
Anche grazie alle notevoli differenze stilistiche tra la prima produzione e questo nuovo brano, più orientato su sonorità sintetiche e darkwave e meno improntato su ritmiche tribali, la band trovò spazio nella Firenze post-punk, firmando poi un contratto con la Contempo Records, per produrre nel 1985 il loro primo singolo su vinile, stampato su 12", Presence in Absence, che tentava di costruire un "suono meticcio, frutto di incrocio di opposti" che alcuni critici paragonarono alla psichedelia per l'evocatività sinestetica delle "sensazioni-feeling, musica-luci e forme". Il disco ebbe un ottimo successo di vendite, con l'esaurimento delle copie in tempi molto brevi e di critica, con Pier Vittorio Tondelli che, in un articolo del 1986, li definì come l'apice della scena rock veneziana di quegli anni.
Fu quindi dell'anno seguente il singolo su 12" Paroxismos, un disco dalle sonorità decisamente più accessibili, con tinteggiature new wave e meno dure e fredde e con testi incentrati su argomenti esplicitamente erotici. Tra i brani vi era Orgasm Guaranteed, che fu poi presentato dalla Contempo Records anche in un altro singolo su 7".

## Formazione
- Sebastian Russo - voce
- Dalibor Laginja - chitarra
- Angelo Russo - basso
- Delio Bauduzzi - sintetizzatore
- Marco Bianchi - batteria

## Discografia

### Album in studio
- 1983 - Deca Dance (autoprodotto)

### Singoli ed EP
- 1983 - Rockgarage vol. 2 (Materiali Sonori) (split con Frigidaire Tango e Changeling)
- 1985 - Presence in Absence (Contempo Records)
- 1986 - Paroxismos (Contempo Records)

### Libri
- Alessandro Bolli, Dizionario dei nomi rock, Padova, Arcana Edizioni, 1998, ISBN 978-88-7966-172-0.
- Arturo Compagnoni, Italia '80. Il Rock indipendente italiano negli anni Ottanta, Edizioni Apache, 2004.
- Federico Guglielmi, Post punk, in Cesare Rizzi (a cura di), Enciclopedia del rock italiano, Milano, Arcana Edizioni, 1993, ISBN 8879660225.
- Federico Guglielmi, Noi conquisteremo la luna. Scritti sulla new wave italiana, 1980-1985, Abraxas, 2013.
- Pier Vittorio Tondelli, Un weekend postmoderno. Cronache dagli anni ottanta, Bompiani, 1990, ISBN 8845250350.

### Pubblicazioni
- Luca Frazzi (a cura di), Death in Venice - Presence in Absence, in Rumore 100 - 100 dischi essenziali della new wave & postpunk italiani, #3 agosto / settembre 2023.
- Gianfranco Manfredi, Gli album degli italiani Death in Venice e Aqua. Due gruppi ipermoderni per un ascolto in punta di giradischi, in Tuttolibri, Anno XI, n. 465, GEDI Gruppo Editoriale, 10 agosto 1985.